# Sesbánie velkokvětá

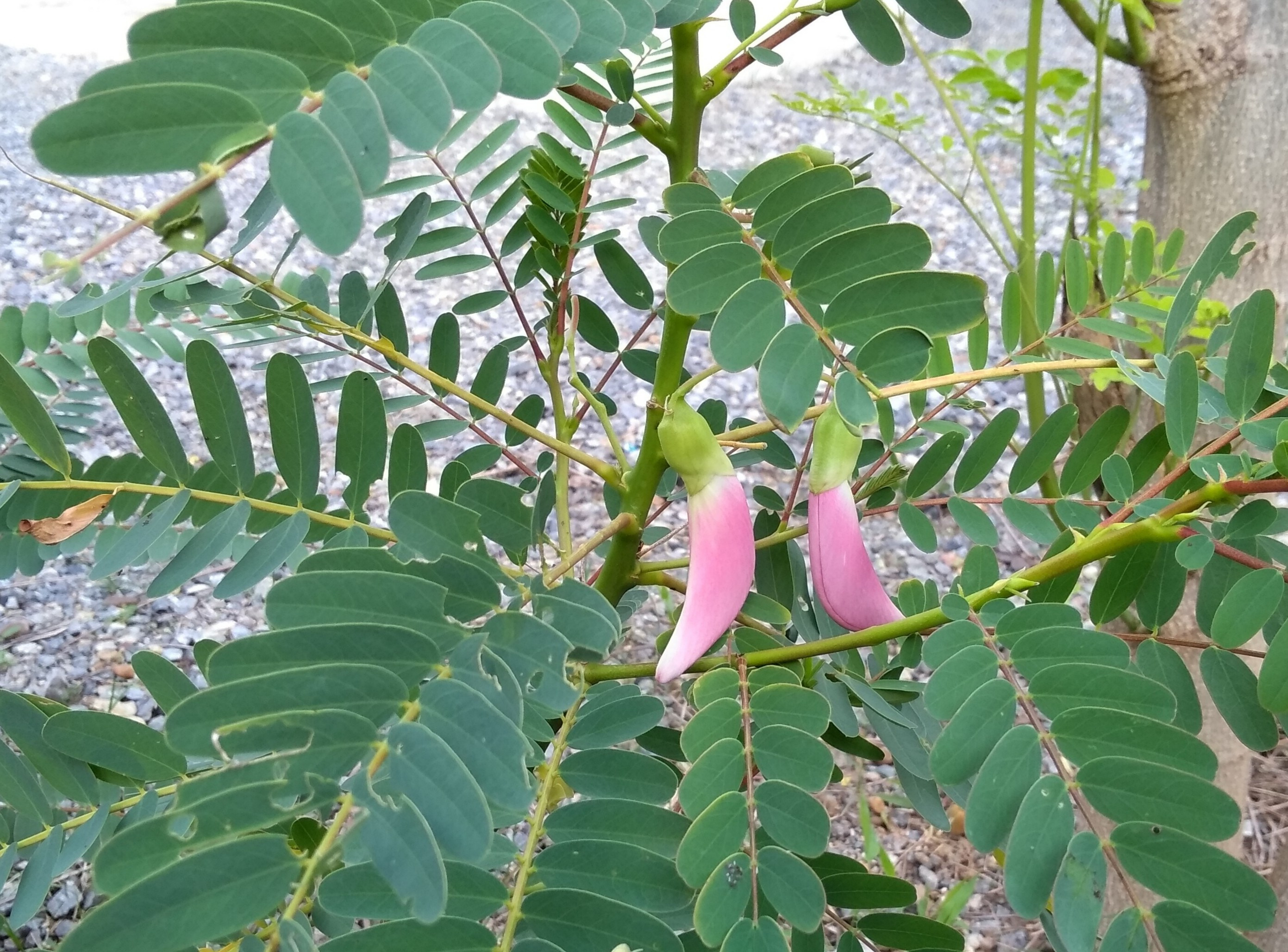
Listy a květy

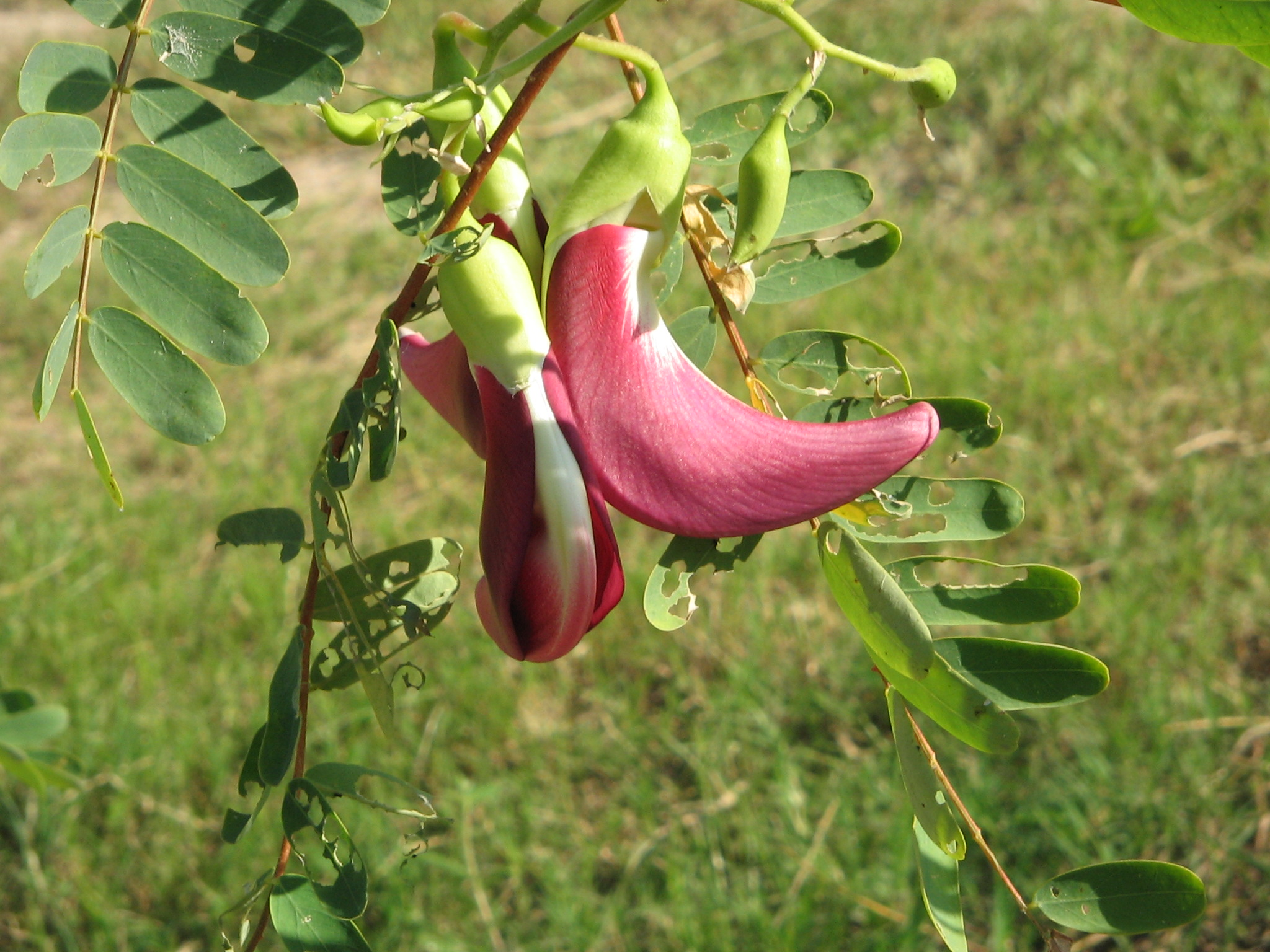
Neotevřené květy

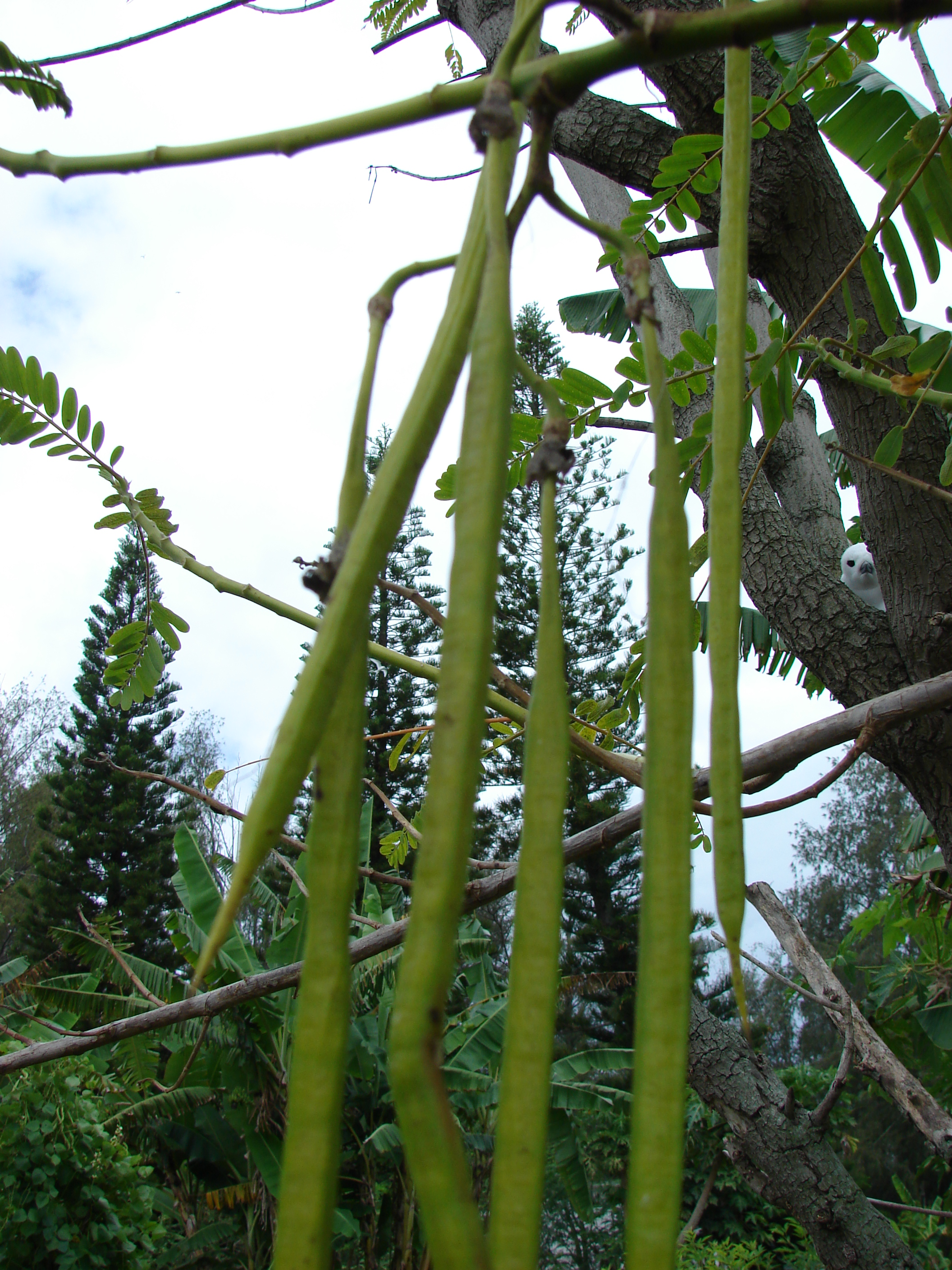
Plody lusky

Sesbánie velkokvětá (Sesbania grandiflora) je nevysoký, stálezelený, rychle rostoucí strom vysazovaný v mnoha zemích s tropických podnebím. Používá se jak pro ozdobu a stín, tak i pro jedlé květy, listy i lusky. Je k místním klimatickým i půdním podmínkách hodně tolerantní a coby rostlina čeledi bobovitých obohacuje půdu o dusík. Je jedním z asi pětaosmdesáti druhů rodu sesbánie, který je pro své vlastnosti rozšířen v tropech všech světadílů. 

## Rozšíření
Planě rostoucí populace sesbánie velkokvěté nejsou známé, proto se pouze předpokládá, že původním areálem je oblast Nové Guineje, Indonésie, Malajsie a Filipín. V současnosti je hojně rozšířena v mnoha tropických a nejteplejších subtropických místech Asie, Afriky, Ameriky i Austrálie, kde rychle zdomácněla.

## Ekologie
Dřevina roste nejčastěji v nadmořské výšce do 1000 m, kde bývá celoroční průměrná teplota 22 až 30 °C a roční srážky se pohybují v rozmezí od 500 do 2200 mm. Má schopnost tolerovat pravidelné záplavy během období dešťů i déletrvající období sucha. Roste v široké škále půd, včetně chudých na živiny, dává sice přednost propustným, ale snese i podmáčené. Bude se jí dařit v půdě zásadité, stejně jako v kyselé až po hodnotu pH blížící se k 4,5, snese i mírné zasolení, potřebuje však celodenně osluněné stanoviště. Je však velmi citlivá na pokles teploty i jen pod +10 °C. Není radno ji sázet na větrná stanoviště, neboť křehké větve se snadno lámou. Nápadně hrbolaté kořeny jsou osídlené koloniemi bakterií, které jímají vzdušný dusík a nespotřebovaný rostlinou uvolňují do půdy. Ploidie druhu je 2n = 14 nebo 24.

## Popis
Stálezelený, mělce kořenící, řídce větvený, rychle rostoucí strom, který dosahuje průměrné výšky 6 m, ojediněle i 10 m. Má rovný, válcovitý kmen o průměru nejvýše 25 cm, jeho větve jsou velmi křehké a za větru se lámou. V mládí je kůra světle šedá, má jizvy po opadaných listech, ve stáří je hluboce zbrázděná. Větve jsou porostlé sudozpeřenými listy dlouhými 15 až 30 cm, jež mají drobné opadavé palisty. Vřetena listů nesou deset až pětadvacet párů vstřícně vyrůstajících, krátce řapíčkatých, podlouhlých lístků, které bývají dlouhé 1,5 až 4,5 cm a široké 0,5 až 1,5 cm, na bázi jsou oblé, na vrcholu zaoblené nebo slabě vykrojené a po obvodě celokrajné, na obou koncích listu jsou lístky drobnější.
Květy jsou před otevřením dlouhé 7 až 10 cm a široké 3 cm, jsou srpovitě ohnuté a bývají sestavené po dvou až čtyřech do asi 5 cm dlouhých úžlabních, převislých hroznů s vejčitými listeny dlouhými asi 5 cm. Květy jsou oboupohlavné, pětičetné, mají stopky o délce do 2 cm a na nich opadavé listence. Kalich je široce zvonkovitého tvaru, asi 2 cm dlouhý, zelený a krátce pětizubý. Koruna bývá až 10 cm dlouhá, její barva kolísá od bílé přes růžovou až k jasně červené, má širokou a dlouhou pavézu a srpovitá podlouhlá křídla, člunek je zahnutý a na konci má zobánek. Deset dozadu ohnutých dvoubratrých tyčinek (9+1) nese podélně se otvírající prašníky se dvěma váčky s pylem. Stopkatý semeník obsahuje mnoho vajíček a má tenkou zahnutou čnělku s hlavičkovitou bliznou. Květy jsou opylovány převážně včelami, někdy i drobnými ptáky přilétajícími pro nektar.
Plodem je dolů visící lusk. Má krátkou stopku, je mírně zakřivený, slabě čtyřhranný a na konci má zobáček. Bývá 30 až 50 cm dlouhý, 1 cm široký a obsahuje od 25 do 35 drobných semen navzájem oddělených přehrádkami. Lusk ve zralosti, tj. asi za čtyřicet dnů po opylení, puká, semena jsou válcovitě podlouhlá a lehce zploštělá, nahnědlá až červenohnědá, velká 7 × 4 mm, jedno váží okolo 1 gramu.

## Rozmnožování
Dřevina se může rozmnožovat jak řízkováním, při kterém se na začátku období dešťů do půdy sázejí dřevnaté řízky asi 1 m dlouhé, nebo se vysévají tři až čtyři semena do hnízd na vzdálenost 30×30 cm. Mladé rostliny se mohou pěstovat i ve školkách a na stanoviště přesadit později. Obvykle se dobře se ujímají, opadaná hlína z kořenů není problém, potřebují z počátku ale hodně vláhy.
Na výsev se používají čerstvá semena, neboť brzy ztrácejí schopnost vyklíčit. Mladý strom často kvete již za dva roky po vysazení. Prvé dva až čtyři roky roste velmi rychle, po šesti až osmi létech má natolik silný a vysoký kmen, že se může pokácet a použít jako méně kvalitní stavební dřevo. Průměrný věk dožití stromu je okolo dvaceti let. Dospělý strom rozptyluje po okolí mnoho semen vypadaných ve zralosti z lusků a proto v jeho okolí vyrůstá hojně semenáčů.

## Význam
Sesbánie velkokvětá se často využívá v kuchyni. Křehké mladé listy, nezralé lusky a hlavně neotevřené květy se jedí jako zelenina nebo se vaří jako součást různých omáček či jsou složkou různých salátů. Květy se jako pochoutka obalují v těstíčku a smaží, nebo syrové zdobí talíře s jídlem, obsažené hořčiny v nich zvyšují chuť k jídlu. Zralé lusky se nejedí. Stromy s bílými květy jsou oblíbenější, hojněji kvetou.
Listy, nezralé lusky a měkké letorosty jsou vhodným krmivem pro domácí přežvýkavce, krávy a kozy, při nedostatku trávy v období sucha. Listy obsahují až 30 % proteinů a přimíchávají se jako doplněk k méně hodnotnému krmivu (např. k rýžové nebo obilné slámě). Pro zvířata s jednoduchým žaludkem, nepřežvýkavce, jsou ve větším množství toxické. Zralá semena obsahují saponiny a jsou pro lidi nepoživatelná a pro ryby jedovatá.
Dřevo kmene je velmi lehké (510 kg/m³), měkké a brzy podléhá zkáze, při nedostatku jiného je však používáno v místním stavitelství. Stromy jsou často napadány houbami, hlísticemi, dřevokaznými brouky i larvami různého hmyzu. Dřevo má světlou barvu a jeho bílá, měkká a velmi lehká běl je používána místo korku na plováky nesoucí plovoucí rybářskou síť nebo splávek. Kůra kmene je tlustá a dřevo má jen krátká vlákna, proto se z něj vyrábí pouze méně kvalitní, většinou novinový papír. Stromy poskytují v mládí dřevo velmi řídké, s přibývajícím věkem se stává hustější a pevnější; teprve ze stromů starých osm a více let se používá jako konstrukční pro nepříliš trvanlivé stavby.
Často je sesbánie velkokvětá pěstována vyloženě pro krmivo, pak bývá seřezávána již ve věku jednoho až tří roku, nebo pro palivo, pak se sklízí v pěti létech. Po skácení rychle z pařezu obráží a po dalším pětiletí je opět připraveno ke sklizní. V oblastech kde není dostatek jiných stromů se vědomě vysazuje na palivové dřevo, které však má malou výhřevnost, vytváří hodně popele a nadměrně kouří. Vyrábí se z něj dřevěné uhlí vhodné pro černý střelný prach. Bývá pěstována i jako stínicí rostlina na plantážích s mladými kakaovníky či kávovníky.
Z poraněných míst kmene vytéká červená, po ztuhnutí tmavá pryskyřice se silným adstringentním účinkem. V lidové medicíně se používá proti nejrůznějším zánětům, nádorům, k léčbě nejrůznějších ran i proti živočišným jedům. Listy se používají na obklady proti revmatismu, na otoky i modřiny. Kořenem se léčí malárie.